# Валдов Альфред Янович
Альфред Янович Валдов (нар. 13 липня 1913, Амбла — пом. 9 червня 1987, Таллінн) — робітник Талліннського машинобудівного заводу, Герой Соціалістичної Праці.

## Біографія
Народився 30 червня [13 липня] 1913 року у селищі Амблі Вайсенштейнського повіту Естляндської губерні Російської імперії (нині волость Ярва, повіт Ярвамаа, Естонія) у робітничій сім'ї. Естонець. Протягом 1918—1940 років проживав у Естонській Республіці. Трудову діяльність розпочав у 1924 році, коли після закінчення початкової школи вступив учнем слюсаря на Талліншський машинобудівний завод Франца Круля. Після проходження строкової служби в естонських військах у 1930 році повернувся на той самий завод, де працював розмітником. Серйозно займався спортом, до 1936 року включно грав у футбол, був центральним півзахисником команди «Таллінна Ялгпаллі Клубі», виступав за національну збірну команду Естонії. Працюючи на заводі, приєднався до робітничого руху. У 1938 році був звільнений за організацію страйку. Декілька місяців був безробітним, але потім влаштувався розмітником на завод «Арсенал».
У 1941 році, вже після радянської окупації Естонії, повернувся розмітником на націоналізований завод «Червоний Круль». Продовжив працювати на ньому і з 1944 року, після заверешення німецької окупації Естонії у роки німецько-радянської війни. Член КПРС з 1959 року. Очолював бригаду розмітників, яка у лютому 1962 року була удостоєна почесного звання «бригада комуністичної праці». З 1963 року Талліннський машинобудівний завод був головним підприємством з виготовлення дослідних зразків та серійної продукції у системі Міністерства хімічного та нафтового машинобудування СРСР. Бригада розмітників Валдова зробила свій внесок у виконанні великого обсягу замовлень, сам бригадир неодноразово виступав ініціатором соціалістичного змагання та автором раціоналізаторських пропозицій. Указом Президії Верховної Ради СРСР від 1 жовтня 1965 року за видатні заслуги, досягнуті у розвитку промисловості та сільського господарства Естонської РСР, Валдову Альфреду Яновичуприсвоєно звання Героя Соціалістичної Праці з врученням ордена Леніна (№ 341 187) та золотої медалі «Серп і Молот» (№ 8 993).
У 1961—1964 і 1966—1976 роках обирався членом Центрального комітету Компартії Естонії; у 1961 році був делегатом XXII з'їзду КПРС та XIII (1961), XV (1966), XVI (1971) з'їздів Компартії Естонії. Обирався депутатом Верховної Ради СРСР 5—6-го скликань (1958—1966), Талліннської міської Ради депутатів трудящих (1947—1948). Обирався членом заводського парткому та членом заводського профспілкового комітету.
1967 року першим на підприємстві отримав звання почесного працівника Талліннського машинобудівного заводу. Почесний громадянин Таллінна з 1974 року. Також нагороджений орденом Трудового Червоного Прапора (4 березня 1974), 6-ма Почесними Грамотами Президії Верховної Ради Естонської РСР, почесною грамотою Всесвітньої ради миру.
Після виходу на пенсію у 1978 році проживав у Таллінні. Помер у Таллінні 9 червня 1987 року. Похований у Таллінні на Лісовому цвинтарі (Метсакальмісту).